# Jeune fille s'évadant
Jeune fille s'évadant est une sculpture réalisée par l'artiste espagnol Joan Miró en 1967. Ce bronze peint reproduit l'assemblage de pièces de robinetterie et de la partie inférieure d'un mannequin. Il est conservé au sein d'une collection privée.

## Expositions
- Miró : La couleur de mes rêves, Grand Palais, Paris, 2018-2019 — n°120.